# Galabárdi Zoltán
Galabárdi Zoltán (eredeti név: Horváth Zoltán; Nagykutas, 1928. január 20. – 1997. augusztus 15.) József Attila-díjas (1962) író.

## Élete
1928-ban született a Zala vármegyei Nagykutason, mezőgazdasági cselédek gyermekeként. 1946-ig Budapesten dolgozott gyári munkásként, 1946-tól 1955-ig pártfunkcionárius volt, utána a rádiónál és a Pannónia Filmstúdiónál dolgozott, később írásaiból élt.
Szatirikus társadalmi regényeken kívül számos filmforgatókönyvet írt. 1962-ben József Attila-díjjal tüntették ki.

## Főbb művei
- Papsajt (1958)
- Cigányút  (1959)
- Kígyókő (1960)
- Átkozottak (1961)
- A világ rendje (1963)
- Móres (1963)
- Jégvirág (1965)
- Egyszeregy... (1969)
- Megjegyzem (1969)
- Hetvenkedők (1972)
- Rókatánc (elbeszélések, 1976)
- Hajsza-háttérrel (1986)
- Sírfelirat; Magvető, Bp., 1986 (Rakéta Regénytár)